# 베드로의 특전
베드로의 특전(Petrine privilege), 신앙의 특권 또는 신앙의 은총은 교황이 세례 받은 사람과 세례 받지 않은 사람 사이의 유효한 자연 결혼을 해산할 수 있도록 허용하는 가톨릭 교회법에서 인정되는 근거이다. 교회에서 결혼할 수 있는 사람의 영혼 구원을 목적으로 한다.
본질적으로 이 특전은 바울로의 특권 논리에 따라 세례 받은 사람과 세례 받지 않은 사람 사이의 결혼의 연장이며, 후자는 세례 받지 않은 두 사람 사이의 결혼을 해소하여 둘 중 한 사람이 그리스도인이 될 수 있도록 하는 것이다. 이로써 혼인성사로 진행하게 된다.
1983년 교회법 제1150조에 따르면, 신앙의 특권은 "법의 은총을 받는다." 즉, 특권이 적용될 수 있을 때마다 법은 특권 부여를 선호한다. 그럼에도 불구하고, 에스라 10장 1~14절에 언급된 유대인이 비유대인 아내를 버리는 성경적 근거가 있는 것으로 보이는 신앙을 위한 혼인의 해소은 거의 이루어지지 않는다.

## 같이 보기
- 바오로의 특전